# Margaret Crane
Margaret M. Crane (Nueva York, Estados Unidos; 1941), también conocida como Meg Crane, es una inventora y diseñadora gráfica estadounidense. Creó la primera prueba de embarazo casera en 1967 mientras trabajaba en Organon & Co. en West Orange, Nueva Jersey, y es la inventora registrada en las patentes de EE. UU. n.° 3.579.306 y 215.7774. Tras su lanzamiento hubo resistencia a comercializar las pruebas de embarazo para los consumidores en lugar de los médicos, por lo que la prueba de embarazo casera no estuvo disponible hasta 1977, a excepción de una prueba de mercado en Canadá en 1972.  

## Carrera
A la edad de 26 años, fue contratada por Organon & Co. (en 1967) para trabajar en una nueva línea de cosméticos para la empresa. Un día, mientras recorría el laboratorio de la empresa, notó que había muchos tubos de ensayo. Curiosa por saber qué eran, preguntó y para su sorpresa eran pruebas de embarazo. Cada tubo de ensayo individual contenía reactivos que, al mezclarse con la orina de una mujer embarazada, indicaban el embarazo mostrando un anillo rojo en el fondo del tubo de ensayo. Inspirada por esto, vio la posibilidad de utilizar esto como una prueba de embarazo casera. Pensó que era bastante fácil de hacer para que las mujeres pudieran realizar esta prueba en casa y de forma más rápida.  
Meg Crane era diseñadora, sin  alguna formación científica hasta el momento, sin embargo consideraba  importante y necesario hacer de la prueba de embarazo una experiencia privada y en el hogar. Esto la inspiró a crear su primer modelo para la prueba, similar a las pruebas que observó en su laboratorio. Para 1977 su modelo de prueba de embarazo casera se vendía por todo Estados Unidos. Esto fue posible gracias a la estrategia de publicidad y diseño que logró con su socio Ira Sturtevant, y con quien desarrolló una empresa llamada Ponzi & Weill. 

## Kit casero de diagnóstico de embarazo

### Invención

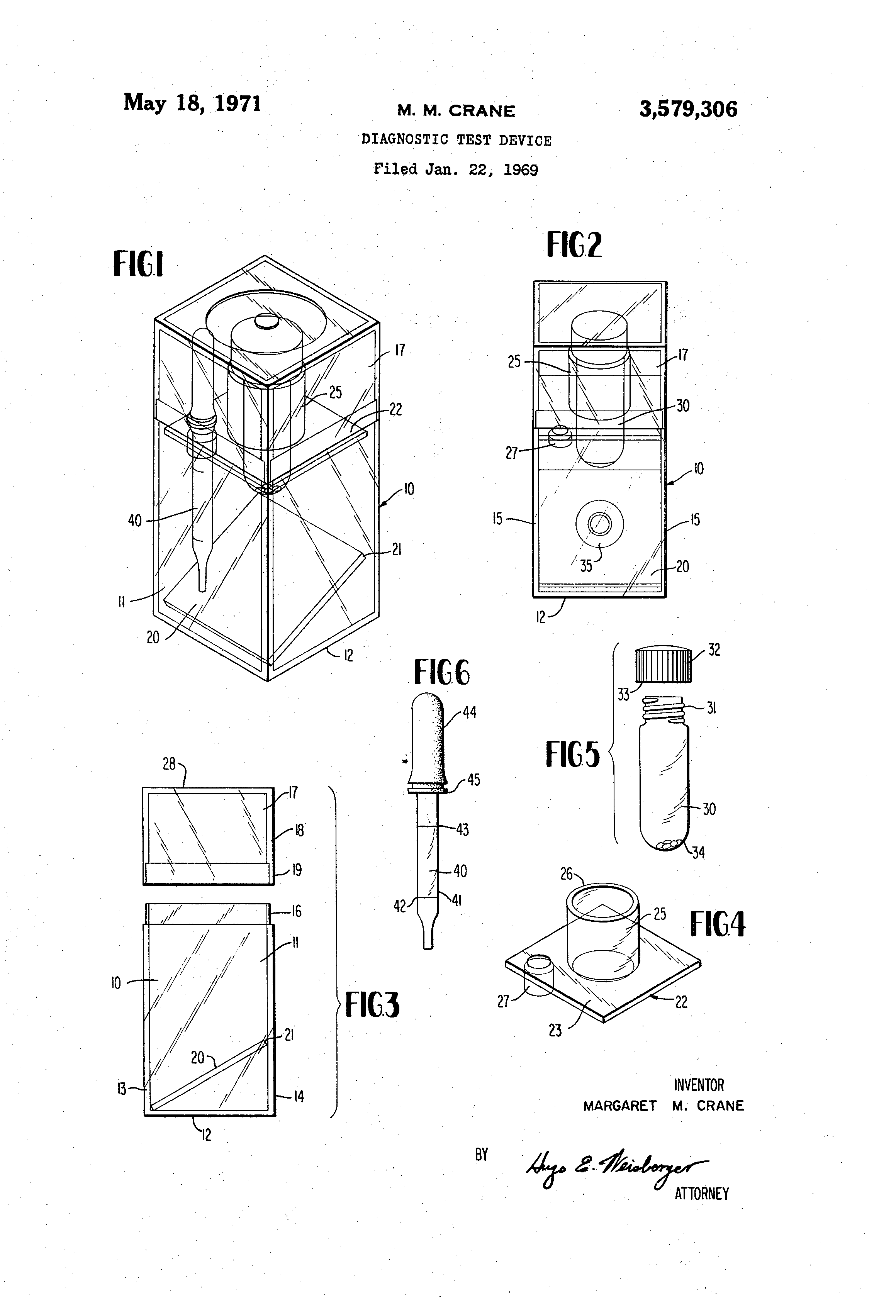
Ilustración de la patente de Margaret Crane para el "Dispositivo de prueba de diagnóstico", la primera prueba de embarazo casera.

Meg Crane comenzó a trabajar en su casa en un prototipo de la prueba de embarazo tras notar que como se hacían estas pruebas en los laboratorios de la farmacéutica Organon. Para ello combinó un porta clips, un tubo de ensayo, un espejo y un gotero.  
Cuando presentó su prototipo a Organon se encontró con un gran rechazo. La farmacéutica tenía la preocupación de que perderían clientes frente a los médicos si las mujeres comenzaban a realizar estas pruebas en sus casas. No obstante, la empresa solicitó patentes a su nombre en 1969 por dicho producto.  

### Comercialización
Eventualmente, Organon & Co. decidió realizar una prueba de mercado del producto. Para ello se contrató una agencia de publicidad de Nueva York encargada de hacer el marketing, y dirigida por Ira Sturtevant quien se interesó especialmente por el prototipo de Margret Crane. Le intrigó la elegancia con la que estaba confeccionado el kit de embarazo casero. Canadá fue el mercado de prueba, y Crane y Sturtevant fueron elegidos para dirigir el proyecto. Esto los llevó a convertirse en socios durante más de 40 años hasta su muerte en 2008. Con éxito, la pareja pasó a construir su propia empresa de marketing llamada Ponzi and Weill.   
La asociación comercial publicitaria entre Crane y Sturtevant jugó un papel importante en la promoción de la prueba de embarazo. En los primeros anuncios publicitarios se mostraban frases como: “Toda mujer tiene derecho a saber si está embarazada o no”, o “...pueden hacerlo por sí mismas, en casa, en privado, en minutos”.  Ideas que fueron parte importante en la motivación de Meg Crane para inventar el kit de embarazo casero. 
Antes de la invención del kit casero de embarazo, las mujeres tenían que acudir a un médico y analizar su orina en un laboratorio para determinar si estaban embarazadas. Este proceso podía tardar semanas hasta obtener los resultados. En la década de 1960, cuando surgió la idea del kit de embarazo casero, las pruebas en el laboratorio constían en monitorear los niveles de la hormona gonadotropina coriónica humana (hCG) en la orina.  Se había descubierto que las mujeres secretan altos niveles de hCG durante el embarazo. Por lo tanto, si se detecta hCG en la sangre u orina, esto indica un embarazo. 
Sin embargo, debido a las regulaciones impuestas por la Administración de Alimentos y Medicamentos (FDA) para dispositivos médicos, tomó un tiempo recibir la aprobación para su prototipo en los Estados Unidos. Por lo que la prueba de embarazo desarrollada por Crane no recibió la aprobación de la FDA sino hasta 1976. El producto llegó al mercado al año siguiente, en 1977, diez años después de que se propusiera por primera vez el prototipo de un producto de este tipo. El kit de embarazo casero se comercializó bajo el nombre de “El Predictor”.   

## Reconocimiento
A pesar de que Meg Crane figuraba como una de las inventoras en las patentes del dispositivo, Organon & Co. licenció el producto a otras tres compañías farmacéuticas de venta libre y Meg Crane jamás recibió una compensación económica por su diseño. Finalmente tuvo que ceder sus derechos sobre la patente por un dólar, el cual nunca se le pagó. 
En 2012 el New York Times publicó un breve artículo titulado "¿Quién lo hizo?", asegurándose de que Meg Crane recibiera el reconocimiento adecuado por su prototipo que simplificó el embarazo de muchas mujeres, aunque originalmente su nombre no estaba en el artículo. Una mañana, mientras Meg Crane estaba leyendo el periódico notó que había una columna que trataba sobre la historia de las pruebas de embarazo. Sin embargo, su nombre no estaba incluido en el artículo y ella sabía que tenía que hablar sobre su contribución para recibir reconocimiento.  Aunque dudó en presentarse porque el artículo hablaba de la versión moderna de la prueba de embarazo, que ella no había creado. Fueron sus ideas las que provocaron el cambio en las pruebas de embarazo y su prototipo evolucionó hasta convertirse en lo que se encuentra en los estantes hoy en día. Por lo que envió un correo electrónico al autor del artículo. para pedir la inclusión de su nombre en éste. A partir de entonces, (desde 2012) Meg Crane ha recibido reconocimiento por su invención. 

### Legado
En 2015, el Museo Nacional de Historia Estadounidense del Smithsonian adquirió un prototipo de El Predictor y una versión empaquetada del producto de 1970.  

## Otros
También fue jurado en el juicio de 2004 contra Martha Stewart por mentir a los investigadores federales durante una investigación de tráfico de información privilegiada. 